# Resolució 2080 del Consell de Seguretat de les Nacions Unides
La Resolució 2080 del Consell de Seguretat de les Nacions Unides és una resolució que fou adoptada per unanimitat el 12 de desembre de 2012. El Consell va ampliar els mandats de cinc jutges de la Sala d'Apel·lacions del Tribunal Penal Internacional per a Ruanda fins al 31 de desembre de 2014.

## Detalls
Amb la Resolució 1966 (2010), el Consell de Seguretat va establir el Mecanisme Residual per a Tribunals Penals Internacionals a final de 2010 i va demanar al Tribunal de Ruanda que completés la seva tasca a final de 2014 i que preparés la transició cap al mecanisme. El departament de Ruanda del Mecanisme havia entrat en vigor l'1 de juliol de 2012. Un altre plet estava pendent davant el tribunal de Ruanda, i no es completaria fins al 31 de desembre de 2012.
El Consell va acordar aleshores ampliar fins al 31 de desembre de 2014 el mandat dels jutges:
- Mehmet Güney
- Khalida Khan
- Arlette Ramaroson
- Batxtiejar Toezmoetxamedov
- Andrésia Vaz